# 1325年
| 千纪： | 2千纪 |
| 世纪： | 13世纪 \| 14世纪 \| 15世纪                                                                                 |
| 年代： | 1290年代 \| 1300年代 \| 1310年代 \| 1320年代 \| 1330年代 \| 1340年代 \| 1350年代                           |
| 年份： | 1320年 \| 1321年 \| 1322年 \| 1323年 \| 1324年 \| 1325年 \| 1326年 \| 1327年 \| 1328年 \| 1329年 \| 1330年 |
| 纪年： | 乙丑年（牛年）；元泰定二年；越南開泰二年；日本正中二年                                                     |

## 大事记
- 根據傳說，阿茲特克人建立了特諾奇提特蘭，一座巨大的人工島。
- 1月7日——葡萄牙國王迪尼什一世去世，其子阿方索四世繼承王位。
- 10月8日——元泰定帝改革全國的行政區劃，將全國劃分為18個道。

## 逝世
- 1月7日——迪尼什一世，葡萄牙國王，阿方索三世 (葡萄牙)的兒子和繼承者。